# О’Барр, Джеймс
Джеймс О’Барр (англ. James O'Barr, 1 января 1960 г.) — американский художник-комиксист, сценарист, художник-постановщик и автор комикса «Ворон».

## Биография
- Джеймс О’Барр родился 1 января 1960 г. в Детройт (штат Мичиган), США.
- Воспитывался в сиротском приюте.
- Учился скульптуре и рисованию.
- Огромное влияние на его творчество оказал художник-комиксист Уилл Айснер (автор комикса «Призрак»).
- Джеймс О’Барр — первый художник-комиксист, который стал использовать в комиксах подражание киносьемкам.

## Создание комикса «Ворон»
- Сюжет комикса Джеймс придумал через три года после гибели своей невесты. Девушку, которая переходила дорогу, сбил пьяный водитель.
- Образ Эрика Дрейвена был частично срисован с музыканта Питера Мерфи.
- Семь лет книга комиксов пролежала в столе, пока не нашла своего издателя — Гэри Рида из Caliber Press. Когда же наконец она появилась в магазинах, сразу стала бестселлером.

## Экранизации «Ворона»
- «Ворон» (англ. «The Crow») — дебютный кинофильм Алекса Пройаса.

В главной роли : Брэндон Ли.
В этом фильме Джеймс сыграл маленькую роль — Robber (в титрах не указан).
- «Ворон: лестница в небо» (англ. The Crow: Stairway to Heaven) — американский сериал 1998 года, по сюжету является альтернативной версией первого фильма из серии о «Вороне», снятой по мотивам комикса. Режиссёр: Скотт Уильямс. Главную роль сыграл: Марк Дакаскос.
- «Ворон 2: Город Ангелов» (англ. The Crow: City of Angels) — кинофильм. Сиквел экранизации комикса и фильма «Ворон».

В главных ролях: Венсан Перес и Миа Киршнер. Режиссёр: Тим Поуп.
- «Ворон 3: Спасение» (англ. «The Crow: Salvation») — кинофильм. Экранизация комикса.

В главных ролях: Эрик Мабиус и Кирстен Данст. Режиссёр: Бхарат Наллури.
- «Ворон 4: Молитва грешника» (англ. «The Crow: Wicked Prayer») — кинофильм 2005 года. Режиссёр: Лэнс Манджиа. В главной роли: Эдвард Фёрлонг.

## Ворон. "Перезагрузка"
Студия Sony изначально запланировала выпустить «Ворона» 11 октября 2019 года. Джейсон Момоа («Аквамен») был закреплен как исполнитель главной роли. За постановку отвечает Корин Харди («Из тьмы»). В процессе производства несколько раз менялись сроки и состав съемочной группы, в том числе режиссёр и выбор актёра для главной роли. В итоге премьера фильма состоялась под названием «Ворон», как и первый фильм из-за того, что новая часть была позиционирована как ремейк. Главную роль исполнил Билл Скасгард, режиссёр на момент премьеры фильма - Руперт Сандерс, дата премьеры -  23 августа 2024 года.
Кроме комикса «Ворон», так же является автором «Frame 137», по которому снят одноимённый фильм в 2010 году в Австралии.